# روبيرتو خواروز
روبيرتو خواروز (بالإسبانية: Roberto Juarroz)‏ (1925 - 1995)، شاعر أرجنتيني، يعتبر واحد من أهم شعراء أمريكا لاتينية في القرن العشرين. إشتهر بترجمته لأشعار الشاعر الفرنسي الراحل أنطوانات أرتو، وبتوليه لرئاسة تحرير مجلة الشعر الأرجنتينية التي أسسها بنفسه سنة 1958، وحصل على العديد من الجوائز الوطنية والعالمية، وترجمت معظم أشعاره إلى الفرنسية.
ولد في 5 أكتوبر 1925 بــ كورونيل دوريجو في مقاطعة بوينس آيرس - توفي في بوينس آيرس، 31 مارس من 1995. تخرج في كلية الفلسفة والآداب وعلوم المعلومات من جامعة بوينس آيرس ، وسع نطاق دراسته في جامعة السوربون بفرنسا.
كان أستاذاً بجامعة بوينس آيرس وأدار قسم علوم المكتبات والتوثيق في الفترة بين عامي 1971 و1984 . في هذه الجامعة درس لمدة ثلاثين سنة.

## من أعماله
```
نشر 14 ديوان، مرقمة من 1 إلى 14، تحت عنوان جماعي " «Poesía vertical  " (الشعر العمودي)». ظهر الأول في عام 
1958
 والأخير عامين بعد وفاته في عام 
1997
.
```